# DRAGON (電気グルーヴのアルバム)
『DRAGON』（ドラゴン）は、日本の音楽ユニットである電気グルーヴの6枚目のオリジナル・アルバム。
1994年12月1日にキューン・ソニーレコードよりリリースされた。オムニバス・アルバム『DRILL KING ANTHOLOGY』（1994年）を経て、前作『VITAMIN』（1993年）からおよそ1年振りにリリースされた作品であり、作詞は石野卓球およびピエール瀧、作曲は石野および瀧、砂原良徳、プロデュースは電気グルーヴ名義となっている。
前作と同様に歌入りの楽曲が少なくインストゥルメンタルが多くを占めている。石野は本作について「ほんとにやりたいことをやりましたって感じ」と述べた他、クオリティも前作よりも向上していると述べている。1995年1月21日に本作収録曲の中から数曲のリミックス・バージョンを収録したアナログ盤『DRAGON EP』がリリースされている。
本作からは先行シングルとしてフジテレビ系子供番組『ポンキッキーズ』（1993年 - 2018年）の「P-kiesメロディ」として使用された「ポポ」がシングルカットされた他、フジテレビ系バラエティ番組『学校では教えてくれないこと!!』（1994年 - 1995年）のエンディングテーマとして使用された「カメライフ」、ヤマハ発動機のコマーシャルソングおよび日本テレビ系クイズ番組『マジカル頭脳パワー!!』（1990年 - 1999年）の8代目エンディングテーマとして使用された「虹」がリカットされた。本作はオリコンアルバムチャートにおいて最高位第13位となった。

## 背景
5枚目のアルバム『VITAMIN』（1993年）リリース後、電気グルーヴは同作を受けたコンサートツアー「野村ツアー」を同年12月2日の札幌ファクトリーホール公演を皮切りに、1994年1月8日の東京ベイNKホール公演まで12都市全13公演を実施した。同年には「下痢便発電所 異常なし'83」と題したコンサートツアーを4月26日の京都会館第二公演を皮切りに、5月8日の府中の森芸術劇場どりーむホール公演まで7都市全7公演が実施した。5月3日の浦和市文化センター公演では観客の勘違いから「まりんコール」が発生し、メンバーはショックを受けその後のステージは散々なものとなりグループ解散の危機に陥る。ツアー最終日となる5月8日の府中の森芸術劇場どりーむホール公演はリラックスした雰囲気となり、アドリブでクラフトワークの「放射能」（1976年）を演奏、さらに夜の打ち上げにおいて石野はDJを担当、自らの音楽遍歴をテーマとしてレコードプレイを行ったことから大盛況となった。
ツアー中の3月29日には1991年6月8日からメンバーが出演していたニッポン放送の深夜番組『電気グルーヴのオールナイトニッポン』（1991年 - 1994年）が終了、同番組に対して石野は「すぐに終わると思ってた。何年か後に誰かがこの頃のパーソナリティのラインナップを見たら、こんなやつもやってたんだって、プッと吹きだすぐらいの」と述べている。5月21日には海外レーベルであるワープ・レコーズおよびライジング・ハイ、R&Sレコーズの作品を収録したコンピレーション・アルバム『電気グルーヴのテクノ専門学校 Vol.1』をリリース。7月25日にはPATiPATiオリジナル文庫から書籍『電気GROOVEお兄さんのお仕事いろいろ』が発売される。8月1日にはドリルキング・レーベル所属のアーティストによるオムニバス・アルバムという触れ込みの『DRILL KING ANTHOLOGY』および2本目のライブ・ビデオ『ケンタウロス』、12インチ・シングル「人生 Hardfloor Remix」の3作品を同時リリース。また『ケンタウロス』はVHSのみ初回限定盤として「ポップコーン」および「新幹線」のCGシンクロ映像との2本組となる『シミズケンタウロス』としてリリースされた。8月21日には『電気グルーヴのテクノ専門学校 Vol.2』、11月21日には『電気グルーヴのテクノ専門学校 Vol.3』をリリースした。

## 録音、制作
本作の制作は1994年6月頃から開始され、シンセサイザーの音作りはスタジオ入り後に開始したと石野卓球は述べている。ピエール瀧は本作制作時にはイニシアチブをレコード会社側ではなくメンバー側が握っていたと述べており、自分達のペースでレコーディング行うことが可能になったと述べている。砂原良徳によれば当時はシンセサイザーの特徴を掴んでいたため音作りが早くなっていると述べ、石野はぶっつけ本番でマルチトラック・レコーダーにループを録音していく方法を取っていると述べており、後に差し替えを行うなどシンセサイザーを使用して音作りを行う形ではないと述べている。石野によれば過去作においては上モノに注力していたが、本作では「どっしりと芯になるようなもの」を心掛けて制作が行われており、既存のブレイクビーツのようなグルーヴを入れるのではなく、リズムマシンでタムを重ねて作って行く方法を取っていると石野は述べている。本作ではノベーションのベースステーションおよびドイプファーのアナログ・シーケンサー、ローランド・JD-800、ローランド・JD-990、ローランド・JV-880が新たな機材として導入された。砂原はドイプファーに関して「完全にノイズ・マシン」であると断言し、ドイツの音楽グループであるクラフトワークがライブ時に使用していたシーケンサーに近いものであると述べている。石野および砂原は従前からローランド・TB-303のシーケンサー部分に注目しており、石野は「どういうフレーズが出てくるか分からないところが面白い。バグ的な部分がある楽器のほうが面白いですよ」と述べている。
石野と砂原の制作方法には違いがあり、石野はテープに録音してから音作りを行うのに対し、砂原はテープに録音する前に音作りを行っていると石野は述べている。インタビュアーから「気持ちいいフィルやブレイクっていうのは電気GROOVEの持ち味のような気もしますが?」と問われた石野は、自身がDJをやっていく中で身に付いたものかもしれないと回答し、その中でも過去に実例がない音作りを行うことが面白い作業であったと述べている。これについて石野は「例えばTR-909のフィルでだんだんベロシティが上がっていくタタタタタタっていうのが定番でありますけど、ホワイト・ノイズでフワアーッと上げるだけにするとか、さっきのTR-909の定番フィルのベロシティを逆にして、サンプラーでリバースさせるとか」と述べている。砂原はサンプリングに関して90年代初頭のハウス的なものとは異なる方法があるのではないかと自身の考えを述べており、石野が頻繁に使用するブレイクビーツのループをイコライザーのブースト量のみ上げてポイントを調整する手法が過去になかったものであると主張している。石野は電気グルーヴの後の方針としてサンプリングがキー・ポイントになると主張し、過去におけるフレーズ・サンプリングのような方法ではなくサンプラーで制作を行うと述べている。ミキシング作業に関して石野はエンジニアがある程度制作した段階でカットデータを書き込んでその後に微調整を行うと述べた他、電気グルーヴとしてはミックス・ダウンが最も大事な作業であると述べており、砂原は「ミックス・ダウンをエンジニア任せにする人の気持ちが分からない」と述べている。

## アルバムタイトルと歌詞
僕ら歌ものをまるっきり否定してるように思われてますけど、そういうことは全然ありません。電気GROOVEとしてインストのアルバムを出す気はさらさらないですし、やっぱり歌って気持ちいいですからね。うちの場合、（ピエール）瀧の声と僕の声って武器だと思うし、それを使わない手はないなということです。—石野卓球, 
サウンド&レコーディング・マガジン 1995年1月号
本作のタイトルは石野と瀧が話し合っている際に自然に出てきたアイデアであるが、表題曲は存在しないことを瀧は指摘している。石野は表題曲が存在するアルバムは『KARATEKA』（1992年）のみであると指摘、瀧は表題曲があることでその曲の比重が高くなることを懸念し、意図的にそのような曲を制作する必要性に迫られたことがないため表題曲が制作されていないと述べている。石野はすべてのアルバムにおいて制作された楽曲を組み合わせるのではなく、最初から全体の流れが決定しているため表題曲を制作する必要性がないと述べている。
インタビュアーから「電気GROOVEにとって、歌ものというのはそういう存在なんでしょうか?」と問われた石野は、歌ものを全否定することやインストゥルメンタルのアルバムを出す意図は全くないと回答しており、歌うことの気持ち良さや自身や瀧の歌声が武器でもあるため必要な要素であると述べている。石野は日常的に作詞をすることはないものの思いついた言葉をノートに書く行為は行っていると述べた他、歌詞にメッセージ性を込めることはなくリスナーのイメージが広がる言葉を好んでいると述べている。

## 楽曲
1. 「ムジナ」 - Mujina
本曲は石野と砂原の両名で「将棋を指すように」制作が行われており、最初に4分打ちキックをいれてテンポを決定し、制作されたループを入れた後にラフ・ミックスを入れるという順序で進められた[6]。同様の方法で数バージョン制作し、最も良かったものをミックス・ダウンの段階で再現したと石野は述べている[6]。
2. 「ポポ (Dubbing You Mix)」 - Popo (Dubbing You Mix)
4枚目のシングルとしてリリースされた。詳細は「ポポ」の項を参照。
3. 「バロン ダンス」 - Baron Dance
本曲の全編で使用されている民族音楽は、石野がバリ島を訪れた際ビーチで聴いていたラジオから直接カセットに録ったものをサンプリングしている[8]。タイトルの「Baron」とは男爵（バロン）の意味であるもののこれは誤植であり、本来はバリ島の聖獣である「Barong」（バロン）が正しい綴りであると、後にリリースされたベスト・アルバム『SINGLES and STRIKES』（2004年）のライナーノーツ内で石野は述べている[8]。本曲は冒頭がガムランで始まりその後トランスと融合し、途中からダブやレゲエのような展開になる構成となっている[8]。バリ島の現地におけるライブで本曲を披露したところ現地人が大爆笑していたというエピソードがあり、石野は「言ってみれば、日本の民謡がいきなりトランスになるみたいなもんだからな」と述べている[8]。
4. 「カメライフ」 - Kame Life
5枚目のシングルとしてリリースされた。詳細は「カメライフ」の項を参照。
5. 「ザ マーブル メン」 - The Marble Men
6. 「お正月」 - Oshogatsu
コンサートツアー「たんぽぽツアー」において、本曲の演奏時に瀧は鶴を思わせる衣装でパフォーマンスを行った。この模様はライブ・ビデオ『野球ディスコDVD』（2009年）に収録された。
7. 「カメレオン マニア」 - Chameleon Mania
8. 「ノイ ノイ ノイ」 - Noi Noi Noi
「ゴワザーム地方民謡」という設定で、歌詞がすべて架空の言語で構成されている。石野は意味が分かると言葉の方に意識が集中してしまうことから、そうならないように検討した結果デタラメな言葉を歌詞にすることを決定したと述べている[6]。石野は日本人が洋楽を聴く際に英語が分からない人はサウンドを聴くと主張した上で、「デタラメだと洋楽の耳で聴けますからね。これはボーカルが乗っていながらサウンド全体を聴かせるいい手段だと思って、今後もやっていこうかなと思います」と述べた他、単なるデタラメな言葉ではなく発音の気持ち良さを意識して瀧が作詞を行ったものの、そのままでは問題があると判断し訳詞を付けることになったと述べている[6]。
9. 「ブラジルのカウボーイ」 - Brazilian Cowboy
10. 「虹」 - Niji
6枚目のシングルとしてリリースされた。詳細は「虹」の項を参照。

## リリース、批評、チャート成績
| 専門評論家によるレビュー | 専門評論家によるレビュー |
| レビュー・スコア         | レビュー・スコア         |
| 出典                     | 評価                     |
| ------------------------ | ------------------------ |
| CDジャーナル             | 肯定的                   |

本作は1994年12月1日にキューン・ソニーレコードからCDおよびMDにてリリースされた。CD帯に記載されたキャッチコピーは「道が無くなりゃ自分で造ればいいじゃん。フラクタルなテクノ道の、道無き道を突っ走るハイ・パワー&サイケデリックなニュー・アルバム」となっているが、メジャー・デビューから本作に至るまでのキャッチコピーはすべてディレクターによるものであり、メンバーの意向は一切反映されていなかった。本作について石野は「もう、ほんとにやりたいことをやりましたって感じ。でも、それですごくクオリティが高くなってる。やりたいことをやりつつ、どうポピュラリティーを得るかっていうのが今のうちらの課題なんじゃないかな」と述べている。
本作からは同年11月2日にフジテレビ系子供番組『ポンキッキーズ』（1993年 - 2018年）の「P-kiesメロディ」として使用された「ポポ」が先行シングルとしてシングルカットされた他、12月10日にはフジテレビ系バラエティ番組『学校では教えてくれないこと!!』（1994年 - 1995年）のエンディングテーマとして使用された「カメライフ」、1995年4月21日にはヤマハ発動機のコマーシャルソングおよび日本テレビ系クイズ番組『マジカル頭脳パワー!!』（1990年 - 1999年）の8代目エンディングテーマとして使用された「虹」がリカットされた。1995年1月21日にはアナログ盤として『DRAGON EP』がリリースされ、「バロン ダンス」「ザ マーブル メン」「ブラジルのカウボーイ」のミックス・カットの他、新曲となる「DINOSAUR TANK」が収録された。これを受けて砂原は「またしてもリリース・ラッシュ（笑）。ファンはこれにツアーのチケット代とかあるんだから大変だろうな」と述べている。
音楽情報サイト『CDジャーナル』ではテクノを一般のマーケットに普及させたのが電気グルーヴである事実は誰も否定できないと主張した上で、「本作も我が耳に限りなく暴力的に殴り込み、我が脳味噌の髄にひたすら幻想をブチ込む。この非常に原始的で殺人的な快楽を持って未来に羽ばたこう」と肯定的に評価した。本作はオリコンアルバムチャートにおいて最高位第13位の登場週数10回で売り上げ枚数は17.6万枚となった。本作の売り上げ枚数は電気グルーヴのアルバム売上ランキングにおいて第3位となっている。本作は2021年および2022年に実施されたねとらぼ調査隊による電気グルーヴのアルバム人気ランキングにおいて共に第4位となった。

## アートワーク
本作のジャケットに使用されたものは東海楽器製造によるヴィンテージのギターであり、石野と砂原がギター・コレクションの図鑑を見ながらギターの写真を選定していた際に、「ピックアップのところとか、あまりロックっぽくない部分を使いたいね」という話し合いの末に構図が決定された。対象のギターを決定したものの探しても見つからず、結果として名古屋に居住するコレクターに依頼して撮影することができたと石野は述べている。瀧はギターに弦が張られていないことを指摘し、これによってシンセサイザーやエフェクターのように見えることが重要であると述べている。
内ジャケットに記載された「超獣ギガ」のイラストに関してはメンバー3名のアニメ絵を依頼することになり、メンバーは漫画『聖闘士星矢』（1986年 - 1990年）のようなイメージを持っていたものの、アニメ制作会社であるグループ・タックに依頼した結果出来上がったイラストは漫画『Gu-Guガンモ』（1982年 - 1985年）もしくは漫画『ジャングルの王者ターちゃん』（1988年 - 1995年）のような絵柄となっており、瀧は腹が出た表現の他に棍棒のようなものを持っている絵柄であったため、「アニメはアニメでもこっちじゃなーい!」「もっとビームとか出るやつ!」など慌てて否定することになったと瀧は述べている。当時は海外で日本製のアニメが注目され始めたこともあり、ヒーロー物のSFアニメの登場人物としてメンバー3名が登場したという仮定で依頼を掛けたものの、アニメで電気グルーヴという部分のみが伝わっていたことからコミカルなものになってしまったのではないかと瀧は推測している。石野は本来は漫画『AKIRA』（1982年 - 1990年）のような作風を望んでいたにも拘わらず後のジャパニメーションのような絵柄になっていたと指摘、またそのような絵柄を評価する風潮は当時はまだあまりなかったとも述べている。瀧は自身が女性として描かれていることを指摘、これに対して石野は「瀧は女に描かれることが多い。そのほうがおもしろいから」と述べている。

## ツアー
本作を受けたコンサートツアーは「たんぽぽツアー」と題し、1994年12月5日の仙台サンプラザ公演を皮切りに、12月26日の横浜アリーナ公演まで7都市全7公演が実施された。当初のツアー名は「元祖生理用ショーツに陰茎ねじこみ健康法」であったが却下され、サブタイトルとして使用されることになった。また同ツアーではライブ前に田中フミヤのDJプレイを組み込んだイベント・バージョンと、通常のライブ・バージョンの2種類が会場に合わせて用意されていた。ツアー最終日となった横浜アリーナ公演は電気グルーヴ史上で最大の規模となったが、これまでのツアーにおける心身の辛さから石野は頭をスキンヘッドにしていた。
7月20日にはNHK BS番組『アジアライブ』において、インドネシアのバリ島から公開収録ライブが放送され、五島良子をゲスト・ボーカルに迎えて「虹」が演奏された。8月20日には大阪万博公園おまつり広場においてイベントライブ「10th Anniversary 野グソ飛ばし大会」の関西大会が開催され、五島をゲスト・ボーカルに迎えて「虹」が演奏された他、漫画家の天久聖一をゲストに迎えての「モテたくて…」、鼓笛隊、神輿、新郎新婦など豪華エキストラを迎えた「ポマト」などが演奏された。8月27日には日比谷野外音楽堂においてイベントライブ「10th Anniversary 野グソ飛ばし大会」の関東大会が開催された。

## 収録曲

### CD, MD
- CD付属の歌詞カードに記載されたクレジットを参照[20]。また、3, 5, 7, 9曲目はすべてインストゥルメンタルとなっている。

| #         | タイトル                                             | 作詞                 | 作曲         | ミックス                     | 時間  |
| --------- | ---------------------------------------------------- | -------------------- | ------------ | ---------------------------- | ----- |
| 1.        | 「ムジナ」(Mujina)                                   | 電気グルーヴ         | 電気グルーヴ | 寺田康彦、石野卓球、砂原良徳 | 9:29  |
| 2.        | 「ポポ (Dubbing You Mix)」(Popo Dubbing You Mix)     | 石野卓球、ピエール瀧 | 石野卓球     | 寺田康彦、石野卓球           | 5:41  |
| 3.        | 「バロン ダンス」(Baron Dance)                       |                      | 石野卓球     | 松本靖雄、石野卓球           | 7:35  |
| 4.        | 「カメライフ」(Kame Life)                            | 石野卓球             | 石野卓球     | 松本靖雄、石野卓球           | 5:18  |
| 5.        | 「ザ マーブル メン」(The Marble Men)                 |                      | 砂原良徳     | 寺田康彦、砂原良徳           | 4:21  |
| 6.        | 「お正月」(Oshogatsu)                                | ピエール瀧           | ピエール瀧   | 松本靖雄、砂原良徳           | 4:22  |
| 7.        | 「カメレオン マニア」(Chameleon Mania)               |                      | 砂原良徳     | 松本靖雄、砂原良徳           | 5:20  |
| 8.        | 「ノイ ノイ ノイ <ゴワザーム地方民謡>」(Noi Noi Noi) | ピエール瀧           | 砂原良徳     | 松本靖雄、砂原良徳           | 5:18  |
| 9.        | 「ブラジルのカウボーイ」(Brazilian Cowboy)           |                      | 石野卓球     | 松本靖雄、石野卓球           | 7:24  |
| 10.       | 「虹」(Niji)                                         | 石野卓球             | 石野卓球     | 松本靖雄、石野卓球           | 10:53 |
| 合計時間: | 合計時間:                                            | 合計時間:            | 合計時間:    | 合計時間:                    | 65:41 |

### DRAGON EP
| #         | タイトル                       | 作詞      | 作曲               | 時間  |
| --------- | ------------------------------ | --------- | ------------------ | ----- |
| 1.        | 「DINOSAUR TANK」              |           | 石野卓球、砂原良徳 | 10:00 |
| 2.        | 「バロン ダンス」(BARON DANCE) |           | 石野卓球           | 7:35  |
| 合計時間: | 合計時間:                      | 合計時間: | 17:35              |       |

| #         | タイトル                             | 作詞      | 作曲     | 時間 |
| --------- | ------------------------------------ | --------- | -------- | ---- |
| 3.        | 「ザ マーブル メン」(THE MARBLE MEN) |           | 砂原良徳 | 5:17 |
| 4.        | 「ブラジルのカウボーイ」(KAME LIFE)  |           | 石野卓球 | 9:17 |
| 合計時間: | 合計時間:                            | 合計時間: | 14:34    |      |

## スタッフ・クレジット
- CD付属の歌詞カードに記載されたクレジットを参照[20]。

### 電気グルーヴ
- 石野卓球 – ボーカル、プログラム[21]
- ピエール瀧 – ボーカル、プログラミング[21]
- 砂原良徳 – プログラム[21]

### 参加ミュージシャン
- Mekken – エレクトリックベース（2曲目）
- 河合夕子 – コーラス（8曲目）
- 五島良子 – フィメイル・ボーカル（10曲目）

### 録音スタッフ
- 電気グルーヴ – プロデュース
- 安部良一 – ディレクター
- 松本靖雄 – エンジニア
- 寺田康彦 – エンジニア
- 町田つかさ – アシスタント・エンジニア
- 水出吉則 – アシスタント・エンジニア
- 田中三一 – マスタリング・エンジニア
- 関根広志 – マネージメント
- 土井聡 – マネージメント

### 美術スタッフ
- 中野葉子 – アート・ディレクション、デザイン
- ホンマタカシ – 写真撮影
- グループ・タック – イラストレーション

### 制作スタッフ
- 田中フミヤ（とれまレコード） – スペシャル・サンクス
- TOBY – スペシャル・サンクス
- KEN=GO（フロッグマンレコーズ） – スペシャル・サンクス
- 佐藤大（フロッグマンレコーズ） – スペシャル・サンクス
- 鳥居春日子 – スペシャル・サンクス
- 野村昌史 – スペシャル・サンクス
- 安宅美春 – スペシャル・サンクス
- 佐久間英夫（サブボイスレコード） – スペシャル・サンクス
- 野田努 – スペシャル・サンクス – スペシャル・サンクス
- 稲岡健（シジギーレコード） – スペシャル・サンクス
- HERO – スペシャル・サンクス
- U.D.A. – スペシャル・サンクス
- JUN KITAMURA+KAE – スペシャル・サンクス
- KEIKO+RICHARD – スペシャル・サンクス
- 土岐知子 – スペシャル・サンクス
- 山本圭三（テレビブロス） – スペシャル・サンクス
- JIRO – スペシャル・サンクス
- 田中ジュン – スペシャル・サンクス
- 末岡二郎 – スペシャル・サンクス
- 田尻智（ゲームフリーク） – スペシャル・サンクス
- 鈴木康史（キョーワインターナショナル） – スペシャル・サンクス
- おのでらたつや – スペシャル・サンクス
- うちだまさみ – スペシャル・サンクス
- 永田一直 (TRANSONIC RECORDS) – スペシャル・サンクス
- 弘石雅和 – スペシャル・サンクス
- 河合楽器 – スペシャル・サンクス
- 宇山弥和子 – スペシャル・サンクス
- MAKO – スペシャル・サンクス
- MAKI – スペシャル・サンクス
- 関智行 (TAR) – スペシャル・サンクス
- 田中秀幸（フレイムグラフィックス） – スペシャル・サンクス
- 椎名基樹 – スペシャル・サンクス
- 天久聖一 – スペシャル・サンクス
- すずきこうすけ – スペシャル・サンクス
- まつだとよあき – スペシャル・サンクス
- 久保憲司 – スペシャル・サンクス
- SHOP33 – スペシャル・サンクス
- ギオゴイ – スペシャル・サンクス
- ポンキッキーズ – スペシャル・サンクス
- ローランド – スペシャル・サンクス
- Five G – スペシャル・サンクス

## チャート
| チャート         | 最高順位 | 登場週数 | 売上数   | 出典  |
| ---------------- | -------- | -------- | -------- | ----- |
| 日本（オリコン） | 13位     | 10回     | 17.6万枚 | [ 2 ] |

## リリース日一覧
| No. | リリース日    | レーベル                       | 規格         | カタログ番号 | 備考                                            | 出典          |
| --- | ------------- | ------------------------------ | ------------ | ------------ | ----------------------------------------------- | ------------- |
| 1   | 1994年12月1日 | キューン・ソニー               | CD           | KSC2 94      |                                                 | [ 9 ] [ 22 ]  |
| 2   | 1994年12月1日 | キューン・ソニー               | MD           | KSY2 2031    |                                                 | [ 23 ] [ 24 ] |
| 3   | 1995年1月21日 | キューン・ソニー               | EP           | KSJ2-6002    | 『DRAGON EP』としてリミックス・バージョンを収録 | [ 25 ]        |
| 4   | 2004年11月4日 | ソニー・ミュージックレーベルズ | ロスレスFLAC | -            | デジタル・ダウンロード                          | [ 26 ]        |
| 5   | 2020年6月19日 | キューン・レコード             | AAC-LC       | -            | デジタル・ダウンロード                          | [ 27 ]        |